# 마리카나 광산 파업

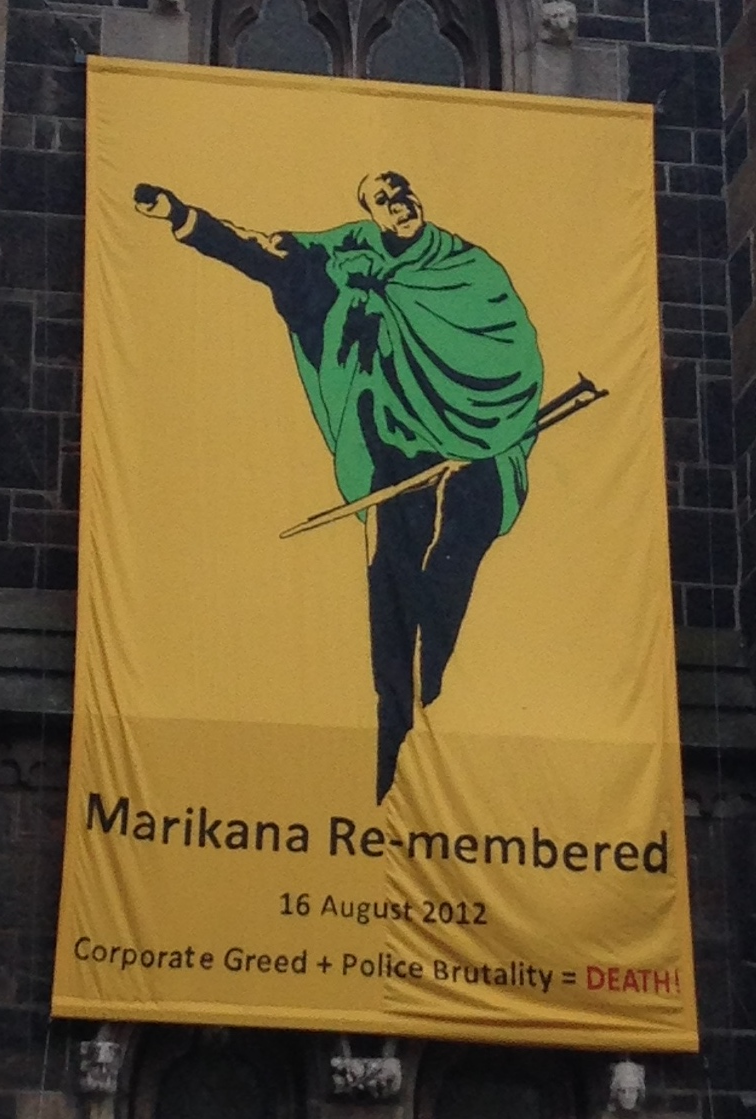

마리카나 광산 파업은 남아프리카 공화국 루스텐버그 교외에 있는 마리카나 광산에서 발생한 파업, 폭동, 폭력 사건을 말한다. 2012년 8월 10일, 노동자의 일부가 3배의 임금 인상 요구를 목적으로 한 파업을 실시했는데, 노사 교섭 이외에 여러 노동조합의 대립이 격화되어 폭력 사태에 이르게 되었다. 같은 달 15일까지 경찰관을 포함하여 10명의 사망자를 냈다. 노동자 측은 파업을 확대하여, 약 3,000명이 경찰과 충돌하였으며, 34명이 사망하고, 78명이 부상하는 사건이 되었다. 이 때, 당국은 아파르트헤이트 시대에 흑인 폭동을 억누르는 데 사용된 법령을 적용하여, 노동자 270명을 당일 체포한 것으로 물의를 자아냈다.